# Блондель, Мерри-Жозеф
Мерри́-Жозе́ф Блонде́ль (фр. Merry-Joseph Blondel; 25 июля 1781 года, Париж — 12 июня 1853 года, там же) — французский живописец.

## Биография
Мерри-Жозеф Блондель родился в 1781 году в семье Жозефа-Армана Блонделя (1740—1805), художника и специалиста по художественной штукатурной отделке, и его второй жены Мари Маршан (умерла в 1819 году). 
Несколько поколений семьи Блондель были связаны с искусством, в том числе архитекторы Жак Франсуа Блондель и Франсуа Блондель. 
У Мерри-Жозефа было два брата и сестра. В возрасте 14 лет он поступил на работу в нотариальную контору, где надолго не задержался, затем работал учеником художника на фарфоровом заводе.
В 1801 году стал учеником Жана-Батиста Реньо. Проявив свои незаурядные способности, Блондель стал лауреатом Римской премии уже в 1803 году. 

В 1809 году подружился с Жаном Огюстом Домиником Энгром в Риме. После трёхлетнего пребывания в Риме Блондель вернулся в Париж и стал постоянным участником выставок в Лувре. В 1824 году от короля Карла Х получил орден Почётного легиона. 
Многолетний профессор Национальной школы изящных искусств в Париже, член французской академии художеств. Занимался росписями важных общественных зданий, в том числе Лувра. Картина Блонделя «Купающаяся черкешенка» считается самым дорогим предметом багажа, утраченным в результате крушения «Титаника» в 1912 году (согласно исковой оценке непосредственно после крушения).

## Галерея

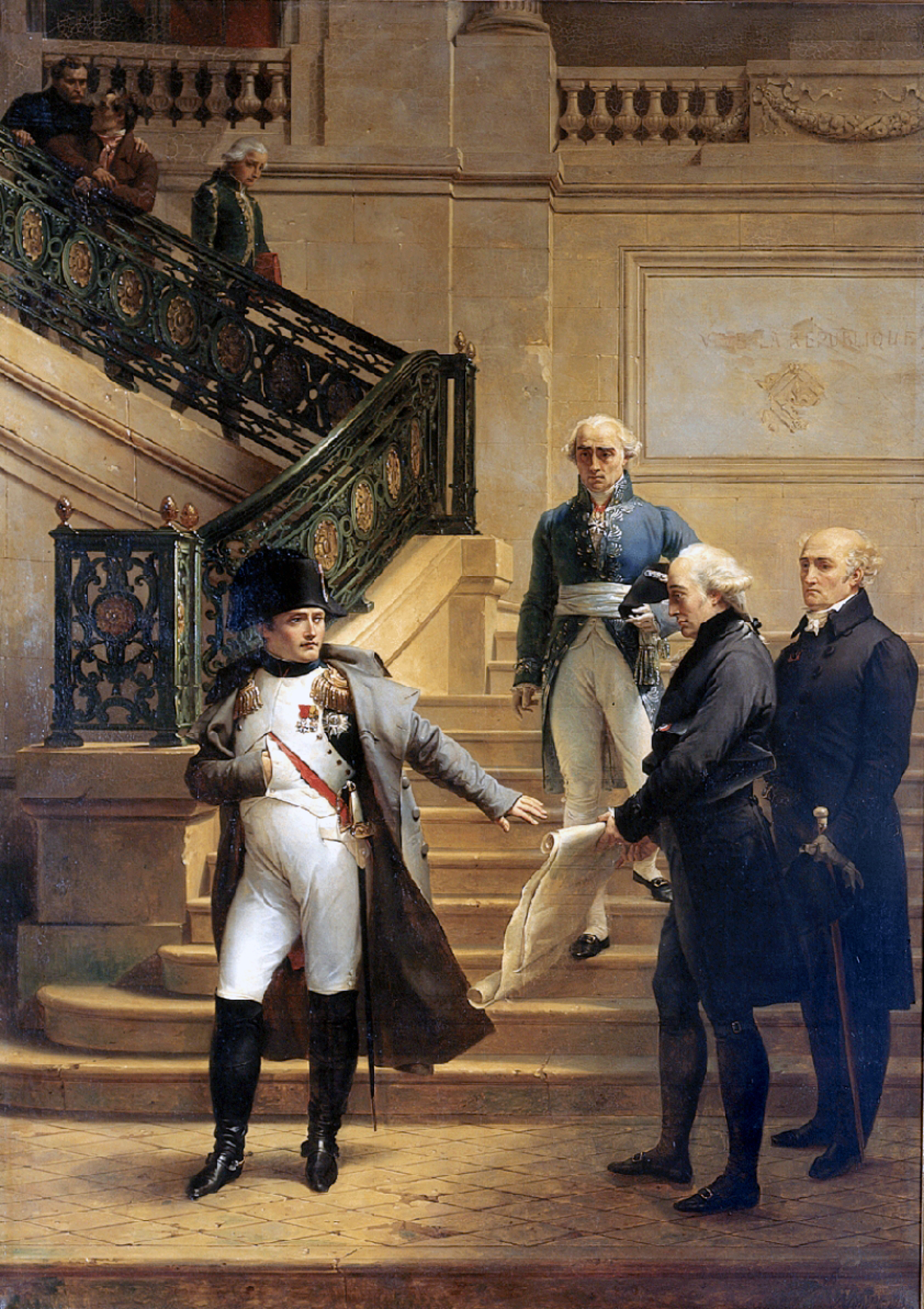
Наполеон посещает Пале-Рояль
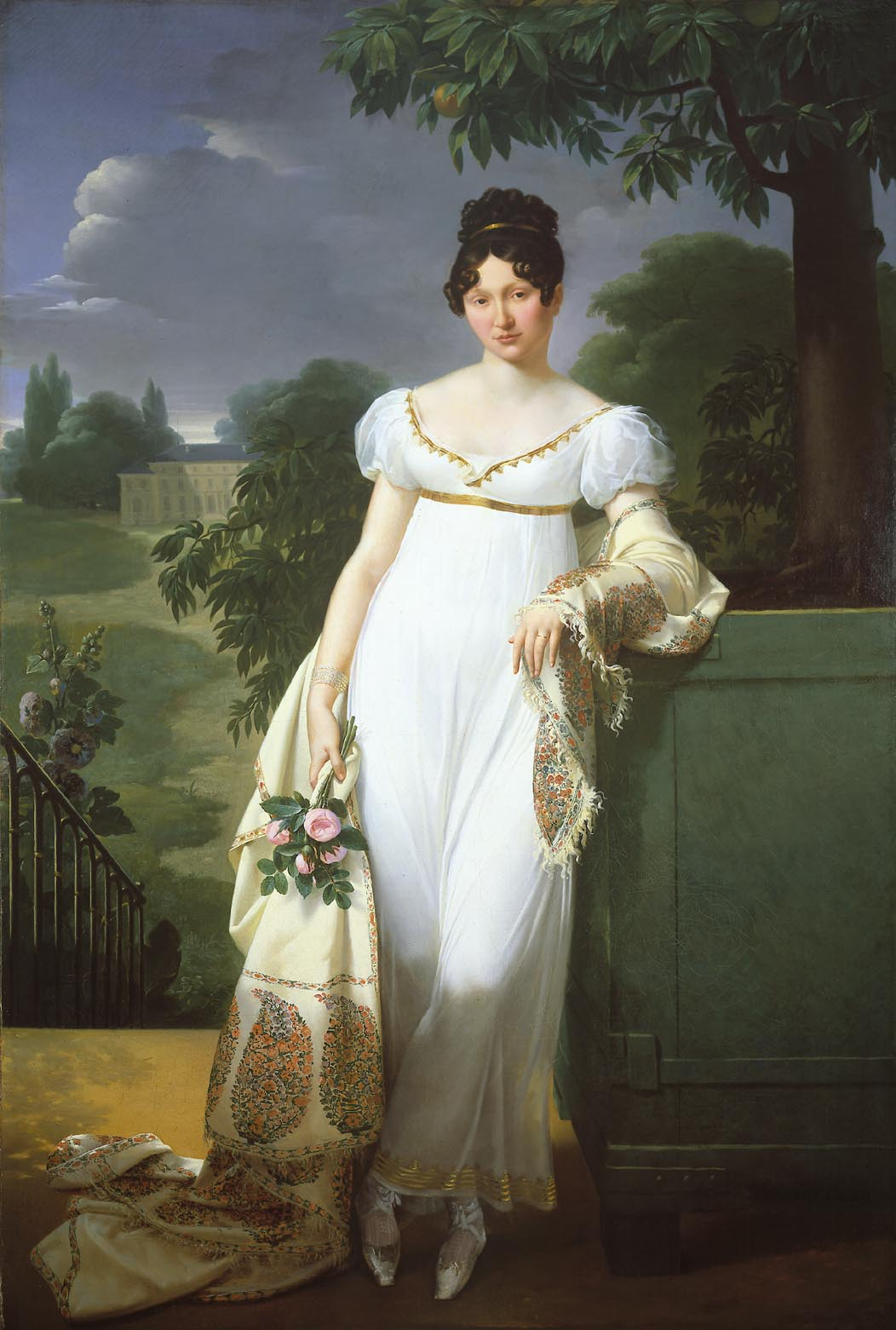
«Жена маршала Бёрнонвиля» (1808)
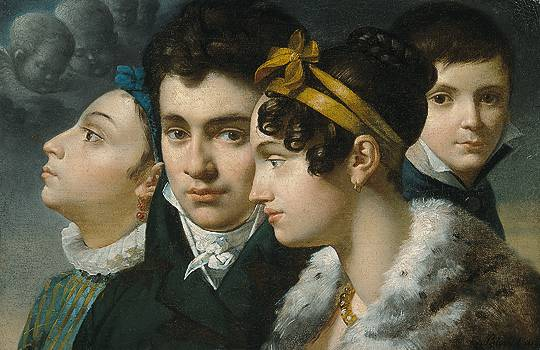
«Семейный портрет» (1813). Кунстхалле, Бремен
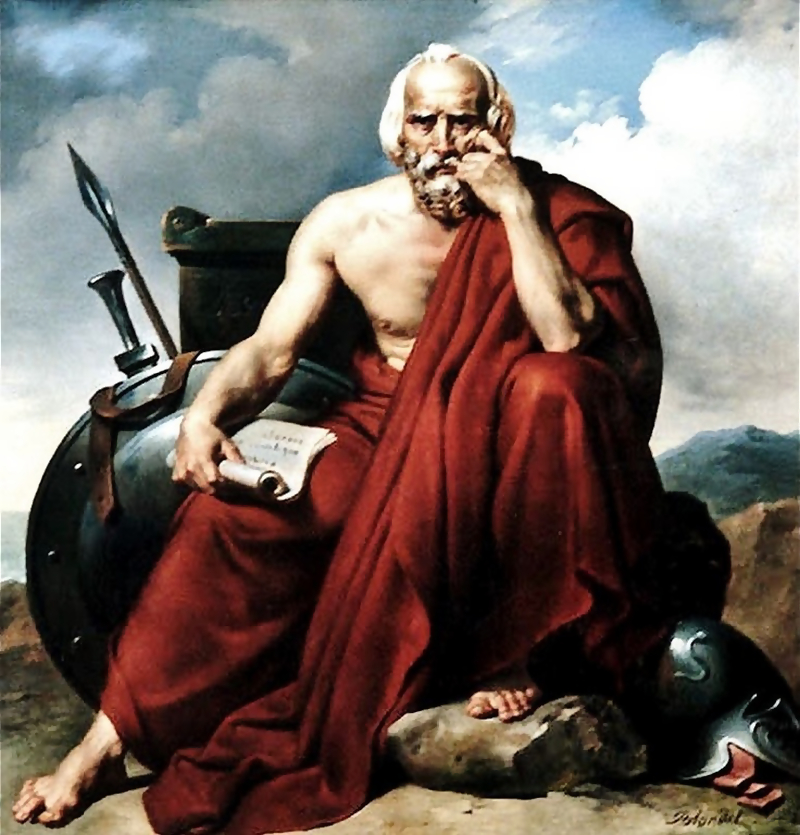
Ликург Спартанский
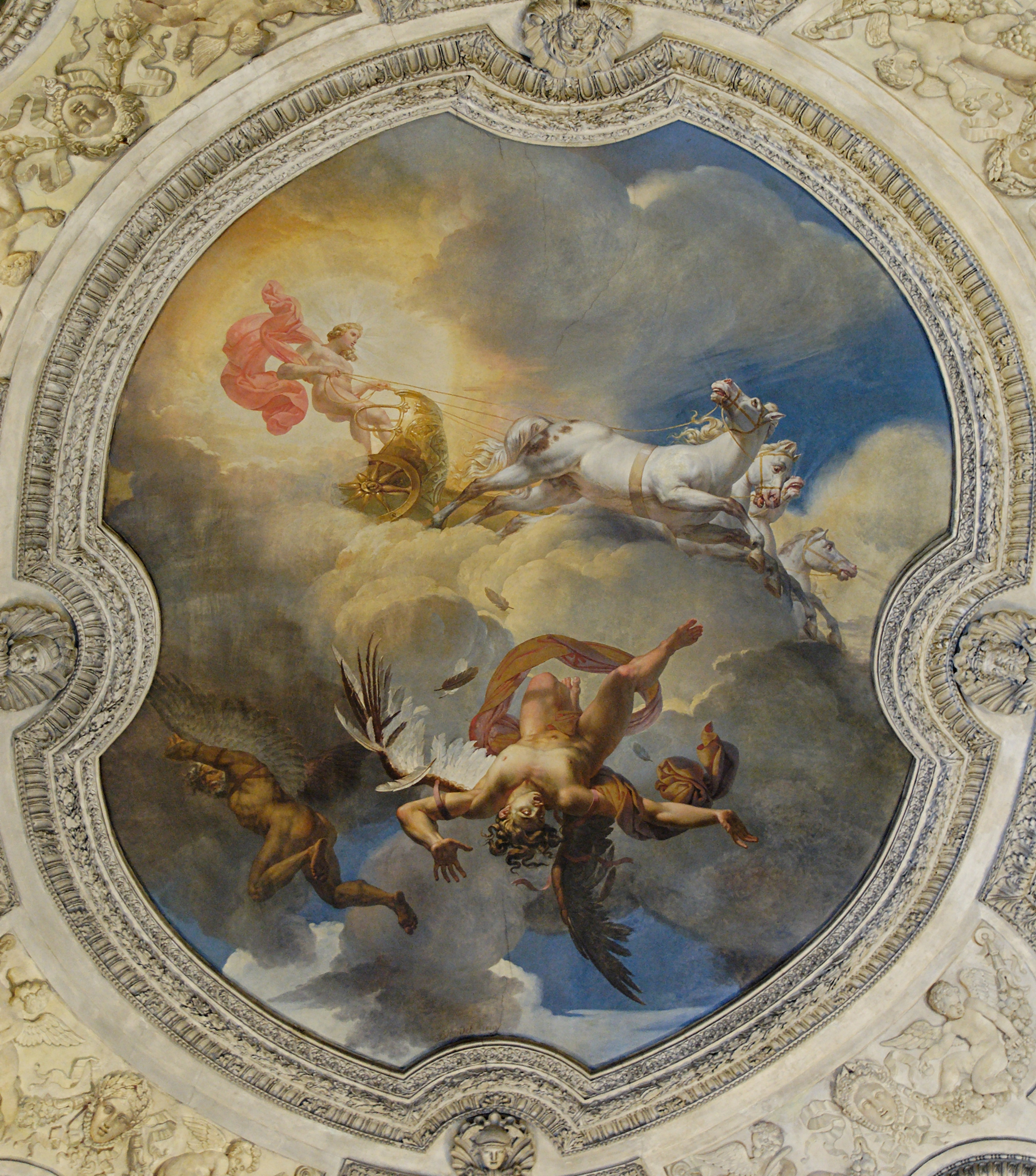
«Солнце, или Падение Икара», Лувр
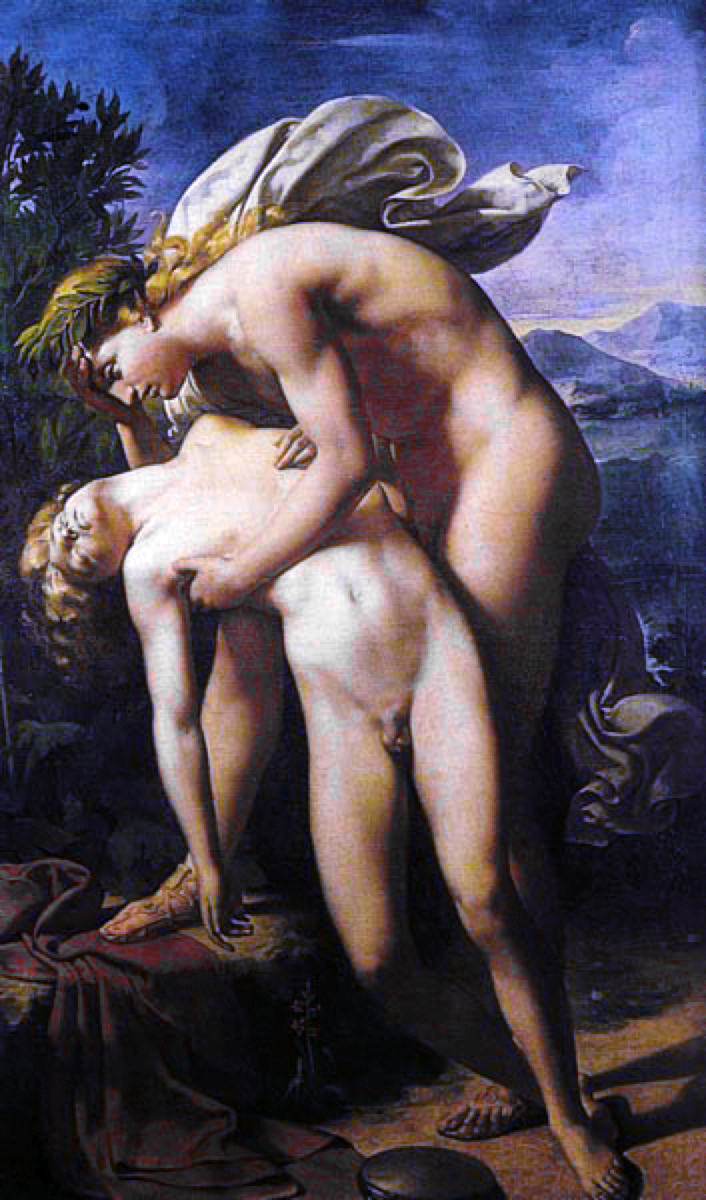
Смерть Гиацинта
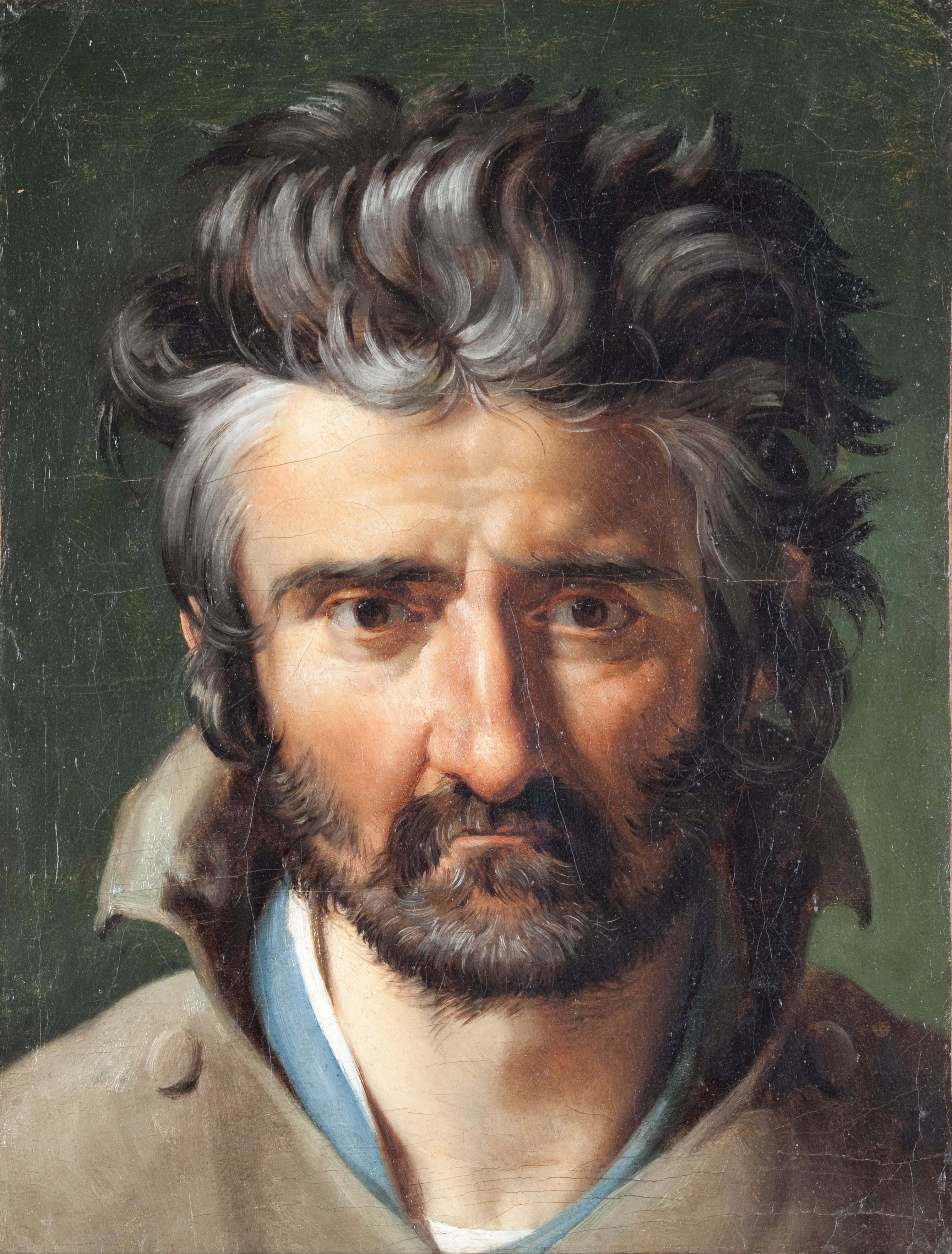
Голова мужчины
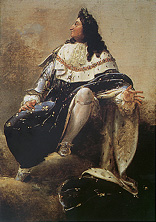
Эскиз портрета Людовика XIV (1827). Частная коллекция
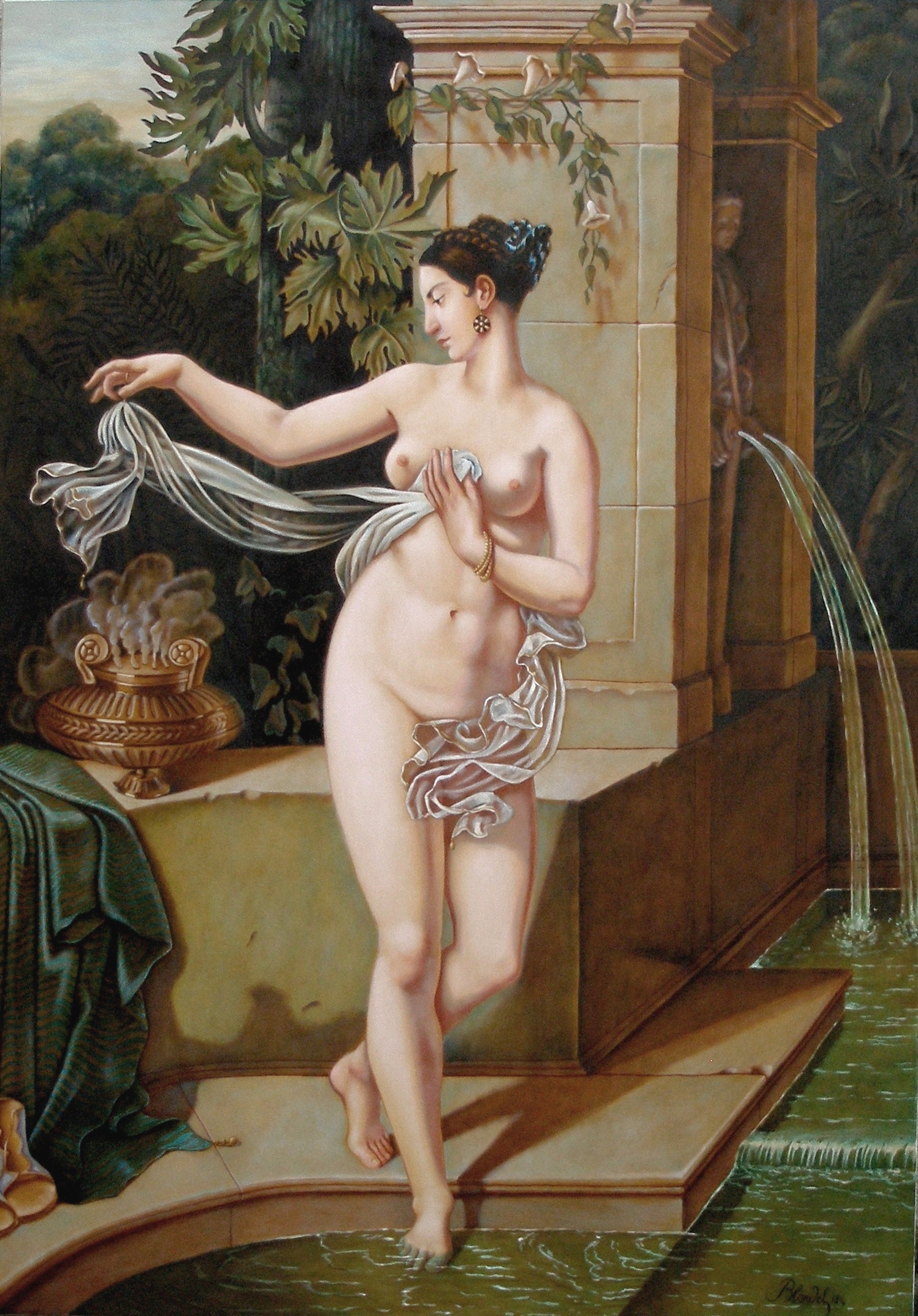
Копия картины «Купающаяся черкешенка», утраченной при крушении «Титаника»